# Người con gái thất lạc
Người con gái thất lạc (tựa gốc tiếng Anh: The Lost Daughter) là phim điện ảnh chính kịch tâm lý của Mỹ và Hy Lạp năm 2021 do Maggie Gyllenhaal viết kịch bản và đạo diễn; đây đồng thời cũng là tác phẩm điện ảnh đầu tay của cô. Tác phẩm được thực hiện dựa trên cuốn tiểu thuyết The Lost Daughter phát hành năm 2006 của nữ nhà văn Elena Ferrante. Phim có sự tham gia diễn xuất của Olivia Colman, Dakota Johnson, Jessie Buckley, Paul Mescal, Dagmara Domińczyk, Jack Farthing, Oliver Jackson-Cohen, cùng với Peter Sarsgaard và Ed Harris. Colman cũng đảm nhiệm vai trò giám đốc sản xuất của dự án. 
Người con gái thất lạc được công chiếu ra mắt tại Liên hoan phim quốc tế Venezia lần thứ 78 vào ngày 3 tháng 9 năm 2021, và tại sự kiện này Gyllenhaal đã giành được giải Osella vàng cho Kịch bản xuất sắc nhất. Phim được phát hành giới hạn tại một số rạp chiếu của Hoa Kỳ vào ngày 17 tháng 12 năm 2021, và sau đó được phát hành trực tuyến trên nền tảng Netflix từ ngày 31 tháng 12 cùng năm. Tác phẩm được giới phê bình vô cùng khen ngợi, nhận được ba đề cử tại Giải Oscar lần thứ 94, bao gồm đề cử Nữ diễn viên chính xuất sắc nhất cho Colman, đề cử Nữ diễn viên phụ xuất sắc nhất cho Buckley, và Kịch bản chuyển thể xuất sắc nhất.

## Nội dung
Trong kỳ nghỉ ở Hy Lạp, giáo sư đại học kiêm dịch giả trung niên Leda Caruso gặp Nina – một người mẹ trẻ đang vật lộn với việc chăm con – sau khi cô con gái Elena ba tuổi của Nina bỗng mất tích trên bãi biển. Leda tìm thấy Elena và dẫn cô bé về với Nina, nhưng Elena lại rất buồn khi biết con búp bê mà cô bé yêu thích đã bị mất. Leda đã bí mật lấy con búp bê này. Trong quá khứ, Leda trẻ tuổi cũng từng phải vật lộn với việc làm mẹ cho hai cô con gái Bianca và Martha; hai cô bé thường khiên cô mất kiên nhẫn và trở nên xa lánh gia đình.
Một buổi tối, Leda ăn tối với Lyle, người trông coi căn hộ nghỉ dưỡng của cô, ông thấy cô có con búp bê nhưng không bình luận về nó, cũng như không nói với Nina. Leda sau đó phát hiện ra Nina đang ngoại tình với Will, anh chàng làm việc tại quán bar trên bãi biển, và Nina giải thích rằng chồng cô là Toni rất thích kiểm soát. Công cuộc tìm kiếm con búp bê của Elena vẫn tiếp tục, Nina thậm chí còn dán tờ rơi và trao thưởng cho người tìm ra con búp bê này.
Tại chợ, Leda mua cho Nina một chiếc kẹp để giữ chiếc mũ che nắng của cô không bị rơi. Khi Nina hỏi Leda về hai cô con gái, Leda khóc và tiết lộ rằng cô ấy từng bỏ rơi chúng lại với chồng cũ trong ba năm – trong khoảng thời gian đó cô đã ngoại tình với một giáo sư đồng nghiệp. Cô thừa nhận việc rời xa hai cô con gái khiến cô cảm thấy "tuyệt vời", và cô chỉ quay lại với chúng khi thực sự nhớ chúng. Nina biết rằng Leda đã thấy cô và Will lén lút với nhau; tối đó Will hỏi riêng Leda rằng liệu họ có thể mượn căn hộ của cô để quan hệ tình dục không.
Ngày hôm sau khi Nina đến Leda để lấy chìa khóa căn hộ, Leda thừa nhận là một người mẹ ích kỷ, "giả tạo" và cảnh báo Nina rằng căn bệnh trầm cảm của cô sẽ không bao giờ biến mất. Leda cũng đưa con búp bê của Elena cho Nina, thú nhận rằng cô đã lấy nó và cô "chỉ đùa thôi". Nina tức giận và đâm vào bụng Leda bằng chiếc kẹp mũ Leda đã mua cho cô trước đó. Đêm đó, Leda dọn đồ đạc và rời khỏi khu nghỉ dưỡng, nhưng cô đỗ xe lại dọc đường do vết thương quá đau. Cô loạng choạng ngã gục xuống bờ biển. Sáng hôm sau, Leda thức dậy trên bãi biển và gọi cho Bianca, tình cờ cũng đang ở cùng Martha.

## Diễn viên
- Olivia Colman vai Leda Caruso
  - Jessie Buckley vai Leda Caruso trẻ
- Dakota Johnson vai Nina
- Ed Harris vai Lyle
- Peter Sarsgaard vai Giáo sư Hardy
- Dagmara Domińczyk vai Callisto "Callie"
- Paul Mescal vai Will
- Robyn Elwell vai Bianca
  - Ellie James vai Bianca lớn (tiếng)
- Ellie Blake vai Martha
  - Isabelle Della-Porta vai Martha lớn (tiếng)
- Jack Farthing vai Joe
- Oliver Jackson-Cohen vai Toni
- Athena Martin vai Elena
- Panos Koronis vai Vassili
- Alba Rohrwacher vai Cô gái đi bụi
- Nikos Poursanidis vai Chàng trai đi bụi
- Alexandros Mylonas vai Giáo sư Cole

## Sản xuất
Maggie Gyllenhaal đã mua bản quyền điện ảnh cho cuốn tiểu thuyết The Lost Daughter của Elena Ferrante vào tháng 10 năm 2018, đồng thời tự viết kịch bản và chỉ đạo đạo diễn cho bộ phim chuyển thể. Nhân vật chính Leda được đặt theo tên người phụ nữ trong bài thơ "Leda và con thiên nga" của W. B. Yeats, vốn được dựa trên câu chuyện về nàng Leda trong thần thoại Hy Lạp.
Tháng 2 năm 2020, Olivia Colman, Jessie Buckley, Dakota Johnson và Peter Sarsgaard được xác nhận sẽ tham gia dự án. Tới tháng 8 cùng năm, Paul Mescal được bổ sung vào dàn diễn viên, và sau đó là Oliver Jackson-Cohen được xác nhận vào tháng 10. Ed Harris, Dagmara Domińczyk, Jack Farthing và Alba Rohrwacher tham gia dự án vào tháng 11 năm 2020. Quá trình quay phim chính diễn ra tại Spetses, Hy Lạp vào tháng 9 năm 2020.

## Phát hành
Người con gái thất lạc được công chiếu ra mắt tại Liên hoan phim quốc tế Venezia lần thứ 78 vào ngày 3 tháng 9 năm 2021, với tràng vỗ tay kéo dài bốn phút. Tháng 8 năm 2021, Netflix mua được quyền phân phối bộ phim ở Hoa Kỳ và một số quốc gia khác, và bổ sung thêm một vài thị trường nữa – trong đó có Vương quốc Anh – vào tháng 10 cùng năm. Phim đã được công chiếu tại các liên hoan phim ở Telluride, Hamptons, London, Lyon Metropolis, Mill Valley, Montclair, New York, San Diego, Zurich và Whistler. Phim được phát hành giới hạn tại một số rạp chiếu của Hoa Kỳ vào ngày 17 tháng 12 năm 2021, và sau đó được phát hành trực tuyến trên nền tảng Netflix từ ngày 31 tháng 12 cùng năm.

## Đón nhận
Trên hệ thống tổng hợp kết quả đánh giá Rotten Tomatoes, phim nhận được 95% lượng đồng thuận dựa theo 222 bài đánh giá, với điểm trung bình là 7,9/10. Các chuyên gia của trang web nhất trí rằng, "Là màn ra mắt ấn tượng của nhà biên kịch kiêm đạo diễn Maggie Gyllenhaal, Người con gái thất lạc đã kết hợp dàn diễn viên xuất sắc để tạo nên một câu chuyện táo bạo đầy tham vọng." Trên trang Metacritic, phần phim đạt số điểm 86 trên 100, dựa trên 51 nhận xét, hầu hết là những lời khen ngợi. Mick LaSalle của tờ San Francisco Chronicle nhận định: "Dù có đôi khi Người con gái thất lạc trông thật tẻ nhạt, thì vẫn luôn có điều gì đó thu hút sự chú ý của chúng ta. [...] Luôn luôn có lý do để ta phải theo dõi cảnh tiếp theo."